# مايكل فيليب أندرسون
مايكل فيليب أندرسون (بالإنجليزية: Michael P. Anderson)‏ (25 ديسمبر  1959 - 1 فبراير 2003) كان ضابطًا في القوات الجوية للولايات المتحدة ورائد فضاء في وكالة ناسا. توفي أندرسون وزملاؤه الستة في كارثة مكوك الفضاء كولومبيا عندما تفكك المكوك في أثناء عودته إلى الغلاف الجوي للأرض. عمل أندرسون قائد حمولة وملازمًا أول مسؤولًا عن التجارب العلمية على متن مكوك كولومبيا الفضائي. حصل أندرسون بعد وفاته على وسام شرف الفضاء الخاص بالكونغرس.

## النشأة والتعليم
ولد أندرسون في عام 1959 لباربرا أندرسون وبوبي أندرسون. كان مايكل أندرسون طفلًا وحيدًا، وعمل والده في مجال خدمة الطائرات النفاثة في قاعدة بلاتسبرغ الجوية القريبة من بلاتسبورغ، نيويورك. نُقل بوبي أندرسون إلى قاعدة فيرتشايلد الجوية، على بعد نحو 12 ميلًا (19.3 كم) عن سبوكان، واشنطن، والتي تحدث عنها أندرسون باعتبارها مدينته. تخرج في مدرسة تشيني الثانوية في تشيني، واشنطن، وهو واحد من أربعة أمريكيين من أصل أفريقي في فصل من 200 طالب.
حصل أندرسون في عام 1981 على درجة البكالوريوس في الفيزياء وعلم الفلك من جامعة واشنطن في سياتل، وحصل في عام 1990 على درجة الماجستير في العلوم في الفيزياء من جامعة كريتون في أوماها.

## عمله في ناسا
سجل أندرسون في مركز لندون بي جونسون للفضاء في مارس 1995. أكمل عامًا من التدريب والتقييم وكان مؤهلًا للتعيين ضمن طاقم الطيران بصفة أخصائي مهمة. كُلِّف أندرسون في البداية بواجبات فنية في فرع دعم الطيران في مكتب رواد الفضاء لدى وكالة ناسا، لكنه عمل لاحقًا أكثر من 593 ساعة في الفضاء على متن بعثتي مكوك فضاء.

### بعثات مكاكيك الفضاء

#### إنديفور

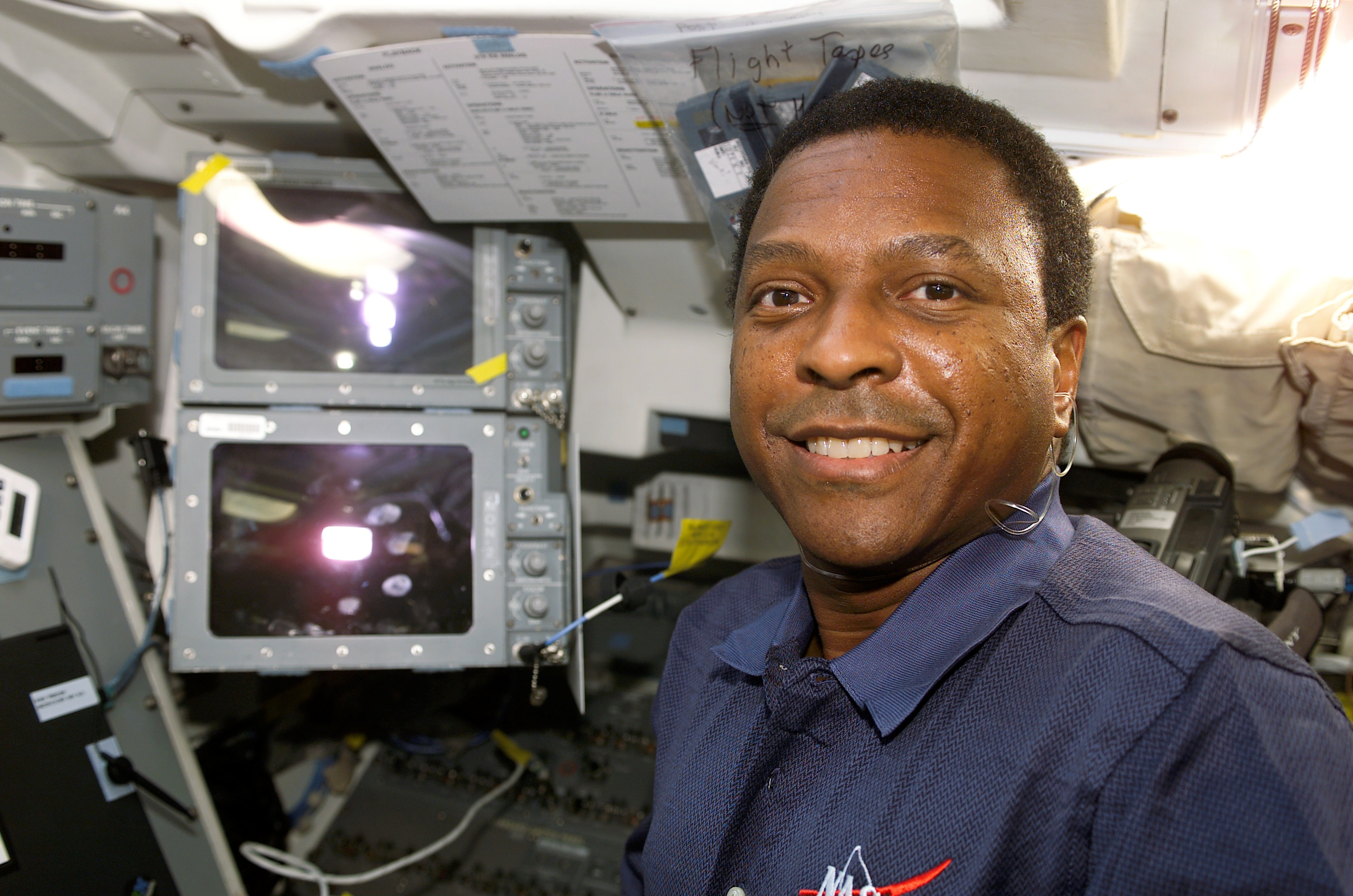
أندرسون خلال بعثة إس تي إس-107

إس تي إس-89 إنديفور (22-31 يناير 1998). كان أندرسون متخصصًا في بعثة إس تي إس-89، وهي بعثة الإرساء الثامنة لمكوك فضاء إلى محطة مير الفضائية، إذ سلّم الطاقم أكثر من 9000 رطل (4 آلاف كغ) من المعدات العلمية والأجهزة اللوجستية والمياه.
في التبادل الخامس والأخير لرائد فضاء أمريكي، أوصلت إس تي إس-89 أندي توماس إلى مير وعادت مع ديفيد وولف. كانت مدة المهمة 8 أيام و19 ساعة و47 ثانية، وقطعت خلالها المركبة مسافة 3.6 مليون ميل في 138، ودارت حول الأرض 138 دورة.

#### كولومبيا
إس تي إس-107، مكوك الفضاء كولومبيا (16 يناير - 1 فبراير 2003). عمل أندرسون قائد حمولة ومقدَّمًا مسؤولًا عن التجارب العلمية على متن كولومبيا، أقدم مكوك فضاء لوكالة ناسا. في 1 فبراير 2003، عاد مكوك الفضاء إلى الأرض بعد رحلة ناجحة إلى المدار استمرت 16 يومًا، وأجرى الطاقم خلالها أكثر من 80 تجربة علمية.
تعرض المكوك دون علم طاقمه لأضرار بالغة في أثناء إطلاقه في 16 يناير، عندما سقطت الرغوة من مواد عزل خزان الوقود ومزقت حفرة في الجناح الأيسر لكولومبيا. في أثناء العودة، أتاحت الحفرة لغازات الغلاف الجوي شديدة الحرارة اختراق جناح المكوك، ما أدى إلى تدميره. كانت مدة البعثة 15 يومًا و22 ساعة و20 دقيقة.
أفاد مجلس التحقيق في حادثة مكوك الفضاء كولومبيا بأنه، وبالإضافة إلى الأضرار المادية في كولومبيا، كانت ثقافة إدارة ناسا مسؤولة جزئيًا عن الكارثة.